# Tomáš Janíček
Tomáš Janíček (Gottwaldov, República Checa, 7 de septiembre de 1982), futbolista checo. Juega de defensa y su actual equipo es el FK Mlada Boleslav de la Gambrinus Liga de la República Checa.

## Clubes
| Club              | País            | Año       |
| ----------------- | --------------- | --------- |
| FC Tescoma Zlín   | República Checa | 2002-2007 |
| FC Nitra          | Eslovaquia      | 2007-2008 |
| FK Mlada Boleslav | República Checa | 2008-     |